# Death metal
Death metal je podzvrst metal glasbe, ki se je pojavila pod vplivom thrash metala.
Death metal je pravtako kot ostale podzvrsti težko definirati. Nekateri ustvarjalci in ljubitelji glasbe imajo jasno izdelano stališče glede kategorizacije, spet drugi pa mu nasprotujejo. Stili so med seboj podobni, ter se večkrat prepletajo med sabo. 
Death metal po navadi označuje brutalni glas, intenzivnost in hitrost. Pogosto so uporabljeni blast beati, za vokal se uporablja izraz »death growl«. Ritem je zelo odsekan, spremembe v tempu in melodiji so nenadne. Kitarski akordi so hitri in zelo zapleteni, pri bobnih se veliko uporablja dvojni bas. Večina skupin uporablja znižano intonacijo kitar (največkrat dve), obe igrata tako ritmične kot solo dele. Večkrat se uporabljajo umetni efekti. Death metal od glasbenikov zahteva veliko fizičnega napora.
Besedila imajo navadno mračno, temno stranjo človeštva in bivanja. Pogostosti so motivi samomora, smrti, protikrščanske vsebine, nadnaravnosti,... Nekatere skupine dobivajo navdih iz grozljivk npr. Death, Cannibal Corpse, Mortician. Pisanje političnih besedil ni pogosto.

## Glavne skupine
Amon Amarth, Arch Enemy, Autopsy, Bolt Thrower, Cannibal Corpse, Carcass, Children of Bodom,Cryptopsy, Death, Deicide, Dismember,Ensiferum, Entombed, Immolation, Incantation, Morbid Angel, Nile, Obituary, Possessed, Suffocation, Angelcorpse, Hypocrisy